# 衛斯理傳奇
《衛斯理傳奇》是1987年上映的香港冒險科幻電影，由許冠傑監製，泰迪羅賓導演，許冠傑、狄龍、泰迪羅賓及王祖賢領銜主演，改编自倪匡的科幻小说《天外金球》。本片入圍第24屆金馬獎及第7屆香港電影金像獎共四項提名。
本片的拍攝過程不太順利，1985年底在尼泊爾拍攝外景時，不少工作人員因不適應高山天氣而患上高山症，當中包括身兼監製和領銜主演的許冠傑，他因此而元氣大傷，在緊急送回香港送醫後經歷大半年治療才告康復。

## 剧情
世界著名富翁霍华德·霍普（Howard Hope，Bruce Baron饰）突然要寻找高大威（泰迪羅賓 饰）的下落，他找到了高大威的挚友卫斯理（许冠杰 饰）。卫斯理猜想他要找到高大威的原因，很有可能是要寻找西藏密教珍宝「龙珠」。而高大威之父高奇正是研究龙珠的专家，他死后把有关资料都留给了高大威。
卫斯理正要寻找高大威，高大威却自己送上门，原来高大威和青帮老大白奇伟（狄龙 饰）合作要盗取龙珠，结果被和尚追杀，最后他还是被劫走了。高大威利用卫斯理偷了龙珠，并离开尼泊尔，卫斯理受小活佛托福要回龙珠，然而霍华德·霍普也派助手（Heidi Makinen饰）找到卫斯理，称龙珠是他家祖传的，要卫斯理和他合作。
卫斯理决定尽早找到高大威，於是准备从白奇伟入手。他遇到了白奇伟的妹妹白素（王祖贤 饰），两人不打不相识，虽然卫斯理与白奇伟谈判无果，但是却得到了白素的好感。他在白素的帮助下拿走了龙珠。经过一番激战后，高大威被霍华德的手下劫走，卫斯理和白素决定去埃及找他。他们找到两头蛇（柯受良 饰），故意打听霍华德的下落，其实是有意为了让其向霍华德出卖自己。
他们打听到霍华德要去古城，决定跟着他，却在路上遭到追杀。他们到古城后，才得知霍华德原來是外星高等生物，龙珠是他们祖先留下的太阳能导航器，霍华德只有靠龙珠才能乘飞船回去。他们将龙珠还给霍华德，霍华德乘飞船回故乡，而卫斯理意识到，古代传说中的龙，可能就是这架飞船。

## 人物角色
| 角色         | 演員             | 粵語配音 |
| ------------ | ---------------- | -------- |
| 衛斯理       | 許冠傑           | 許冠傑   |
| 白奇偉       | 狄龍             | 黃志成   |
| 白素         | 王祖賢           | 盧素娟   |
| 高大威       | 泰迪羅賓         | 泰迪羅賓 |
| 小活佛       | 柯有倫           | 林姍姍   |
| 兩頭蛇       | 柯受良           | 陳永信   |
| 霍华德·霍普  | Bruce Baron      | 張炳強   |
| 霍华德的助手 | Heidi Makinen    | 龍寶鈿   |
| 高大威冒充者 | 馮永（友情客串） | 梁政平   |

## 發行
曾在日本上映，片名为《飞龙传说》（日语：飛龍伝説オメガクエスト）。还在日本于2000年发行过DVD版（品番：BBBF-1380）。另外，在香港、巴西、德国等地都出版过VHS。

## 電影歌曲

### 主題曲
| 歌名         | 演唱者 | 作曲             | 填詞   |
| 〈宇宙無限〉 | 許冠傑 | Donald J. Ashley | 林振強 |

## 獎項
| 年份 | 頒獎典禮            | 獎項         | 名字                                                       | 結果 |
| ---- | ------------------- | ------------ | ---------------------------------------------------------- | ---- |
| 1987 | 第24屆金馬獎        | 最佳服裝設計 | 陳顧方                                                     | 提名 |
| 1987 | 第24屆金馬獎        | 最佳錄音     | 新藝錄音室                                                 | 提名 |
| 1988 | 第7屆香港電影金像獎 | 最佳攝影     | 鮑起鳴                                                     | 提名 |
| 1988 | 第7屆香港電影金像獎 | 最佳電影歌曲 | 〈宇宙無限〉 主唱：許冠傑 作曲：Donald Ashely 填詞：林振強 | 提名 |

## 外部連結
- 香港影庫上《衛斯理傳奇》的資料（繁體中文）
- 開眼電影網上《衛斯理傳奇》的資料（繁體中文）
- 豆瓣电影上《衛斯理傳奇》的資料 （简体中文）
- 时光网上《衛斯理傳奇》的資料（简体中文）
- AllMovie上《衛斯理傳奇》的资料（英文）
- 爛番茄上《衛斯理傳奇》的資料（英文）
- 互联网电影数据库（IMDb）上《衛斯理傳奇》的资料（英文）